# Midnight (Csepregi Éva-album)
A Midnight című album Csepregi Éva első 1986-ban megjelent szólóalbuma, mely Magyarország mellett Dél-Koreában is megjelent. Az albumról a The Middle Of The Night című dal jelent meg kislemezen Olaszországban. A dal magyar változata az Éjszakai Láz című dal a Neoton Família Magánügyek című stúdióalbumán található.
Az albumon található Carribean Holiday című dal magyar átiratát 2003-ban újra felvették, és maxi CD-n megjelentették, melynek a Talán címet adták.
Az Dél-Koreában megjelent album változat borítója, valamint a dalok sorrendje is jelentősen eltér a magyar változattól. Ezen a változaton nem szerepel a The Middle Of The Night című dal.

## Megjelenések
LP  Magyarország Favorit – SLPR 715
- A1	Midnight
- A2	Carribean Holiday
- A3	How Do You Know
- A4	Someday You'll Be Sorry
- A5	Something Should Be Done
- A6	Love Is A Ship
- B1	The Middle Of The Night
- B2	Anytime You Want Me
- B3	I've Found Love Again
- B4	Watch The Rain
- B5	Victim Of Love
- B6	Turn Out The Night